# 赵红巍
赵红巍（1975年2月—），辽宁盘山人，生于内蒙古赤峰。男，汉族。1997年8月参加工作。沈阳农业大学农业水土工程专业毕业。中华人民共和国政治人物。
1993年9月，在沈阳农业大学农业水土工程专业学习。1997年8月，任中共辽宁省大洼县委组织部组织股科员。1998年2月，任大洼县前进农场政研室副主任。1999年6月，任前进农场副场长。2001年1月，任共青团盘锦市委副书记。2005年12月，任共青团盘锦市委书记。2007年12月，任共青团辽宁省委副书记。2012年8月，任鞍山市副市长。2014年9月，任共青团辽宁省委书记、党组书记。